# Enterprise (Raumfähre)

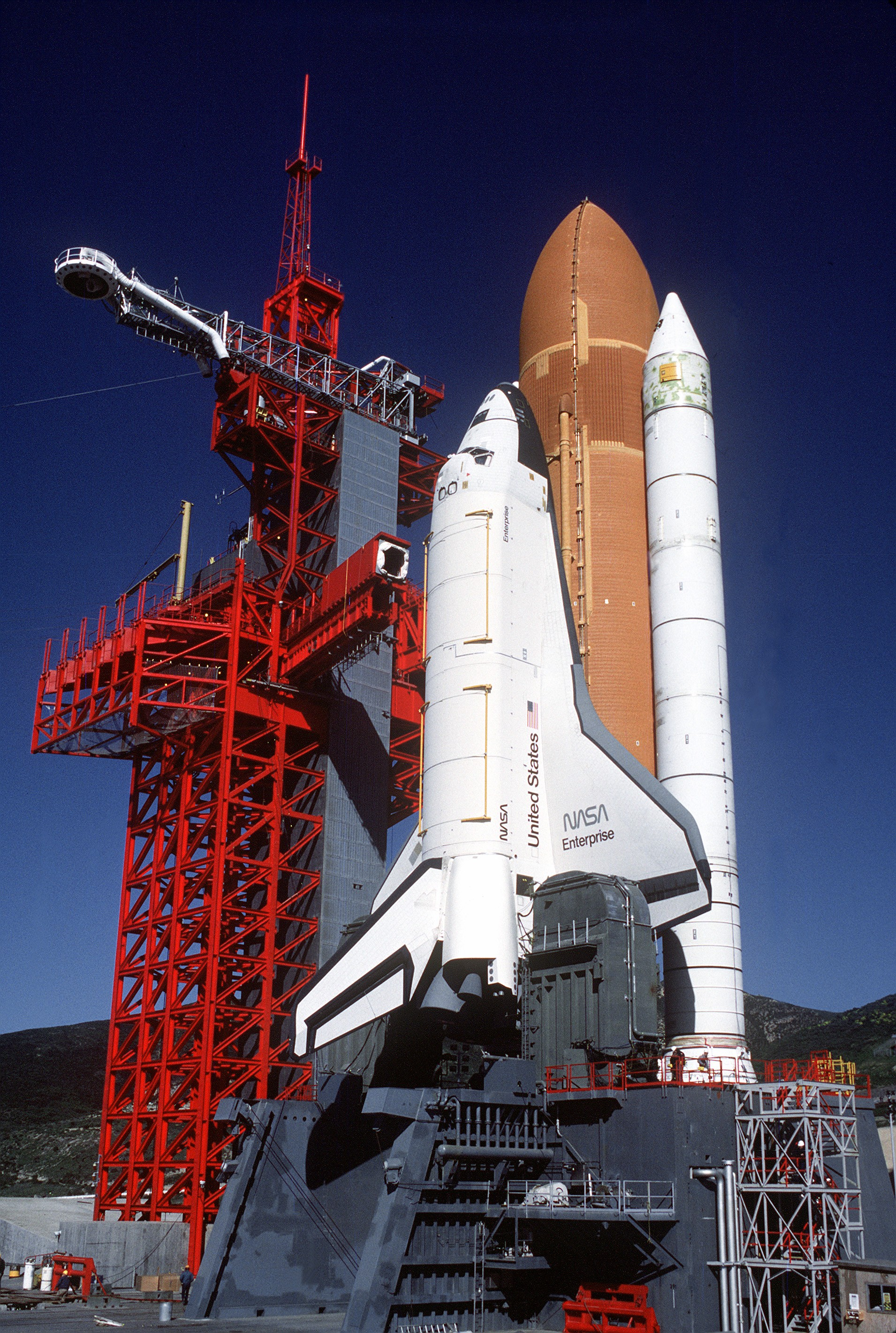
Die Enterprise auf Startrampe SLC-6 der Vandenberg Air Force Base (1985)

Die Enterprise (englisch für Unternehmen, Unternehmung) ist ein Prototyp für die Raumfähren aus dem Space-Shuttle-Programm der US-Raumfahrtbehörde NASA. Die interne Bezeichnung lautet OV-101. Der Name „Enterprise“ geht auf das fiktive Raumschiff Enterprise aus der Science-Fiction-Serie Star Trek zurück.
Die Raumfähre diente ab 1977 zur Erprobung der Flugfähigkeiten der Space Shuttles in der Atmosphäre. Dazu wurde sie ohne einige wichtige Komponenten wie Triebwerk und Hitzeschild gebaut und war deshalb nicht zu Flügen in den Weltraum fähig. Pläne, sie hierfür nachzurüsten, wurden aus Kostengründen nicht realisiert. Obwohl die Enterprise damit ein Prototyp blieb, wird sie von der NASA als „erstes Space Shuttle“ bezeichnet. In den Jahren 1983 und 1984 wurde sie in verschiedenen europäischen Ländern, Kanada und den USA vorgeführt und 1985 schließlich der Smithsonian Institution übergeben, die sie im National Air and Space Museum ausstellte. Im April 2012 wurde die Raumfähre nach New York gebracht, wo sie seither im Intrepid Sea-Air-Space Museum ausgestellt wird.

## Geschichte

### Entwicklung
In den 1950er und 1960er Jahren konkurrierten die Sowjetunion und die USA im sogenannten „Wettlauf ins All“ darum, welche Nation als erste mit einem Satelliten, später mit einem bemannten Raumschiff in das Weltall vordringen konnte, welche zuerst eine Raumstation errichten und welcher die erste Mondlandung gelingen würde. Beide Seiten setzten dabei auf Techniken, die nur einmal verwendet werden konnten, was wegen der hohen Kosten besonders unwirtschaftlich war. In den USA wandte man sich deshalb ab Mitte der 1960er Jahre vermehrt der Idee zu, einen wiederverwendbaren Raumtransporter zu entwickeln, der wie eine Rakete startet und ähnlich einem Flugzeug zur Erde zurückkehrt. Dies sollte die Kosten eines Raumfluges deutlich senken und so eine Kommerzialisierung der Raumfahrt einläuten. Bereits nach den ersten Entwürfen wurde jedoch schnell klar, dass ein vollständig wiederverwendbares System wegen des hohen Gesamtgewichts technisch unverhältnismäßig aufwendig und deshalb unwirtschaftlich wäre. Die NASA legte sich deswegen am 15. März 1972 auf ein dreiteiliges Konzept fest, bestehend aus einem Orbiter, einem Außentank und zwei Feststoffboostern. Lediglich der Außentank verglüht nach dem Start in der Atmosphäre; die anderen Komponenten kehren auf unterschiedlichen Wegen zur Erde zurück und können erneut eingesetzt werden.

### Bau und Namensgebung

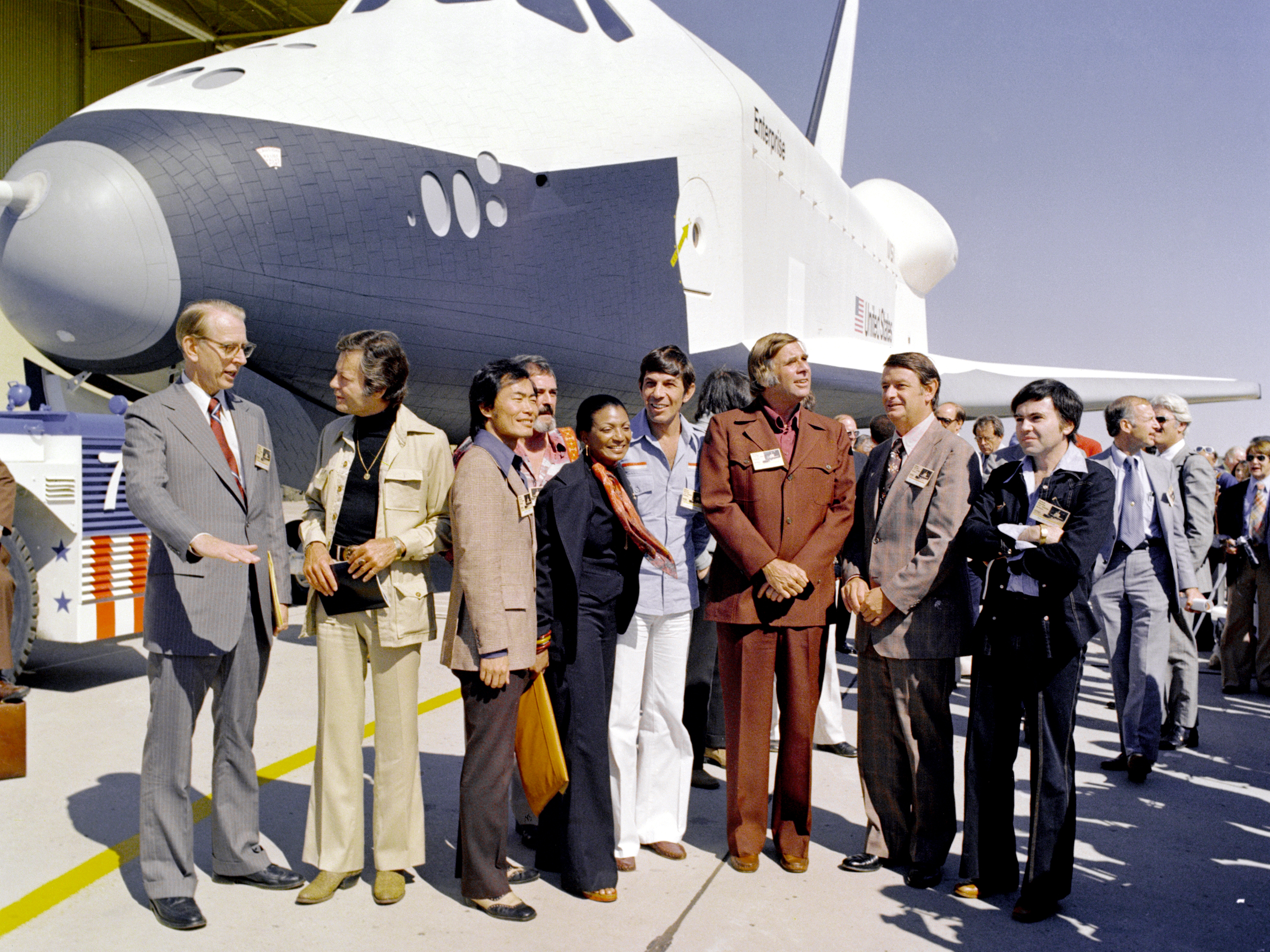
NASA-Mitarbeiter und Darsteller der Fernsehserie Raumschiff Enterprise mit deren Erfinder Gene Roddenberry vor dem Space Shuttle am Tag des Rollouts

Am 26. Juli 1972 vergab die NASA den Auftrag für den Bau des Orbiters an den Flugzeug- und Rüstungshersteller Rockwell. Der Vertrag hatte einen Umfang von 2,6 Milliarden US-Dollar. Es folgten Vereinbarungen mit Martin Marietta über die Anfertigung des Außentanks am 16. August 1973 und mit Morton Thiokol über die Herstellung der Feststoffbooster am 27. Juni 1974.
Nach längerer Detailplanung begann Rockwell am 4. Juni 1974 mit den Fertigungsarbeiten am OV-101 auf der Air Force Plant 42 im kalifornischen Palmdale. Die Buchstabenkombination ‚OV‘ in der internen Bezeichnung steht für „Orbiter Vehicle“ (deutsch etwa: „Orbiter-Fahrzeug“), womit die Raumfähre ohne Tank und Booster gemeint ist. Am 12. März 1976 wurde der Zusammenbau abgeschlossen. Auf das Haupttriebwerk und den Hitzeschild wurde verzichtet, da OV-101 zunächst nur dazu eingesetzt werden sollte, zu erproben, wie sich ein Space Shuttle in der Atmosphäre fliegen und landen lässt. Die Option, den Orbiter nachträglich bis zur vollen Einsatzfähigkeit aufzurüsten, wurde letztlich verworfen.
Am 17. September 1976, dem Jahrestag der Verfassung der Vereinigten Staaten, verließ die Raumfähre den Hangar der Konstruktionsstätte und wurde der Öffentlichkeit vorgestellt. Sie sollte ursprünglich den Namen „Constitution“ (engl. für ‚Verfassung‘) tragen. Allerdings hatten zigtausende Fans der Science-Fiction-Fernsehserie Star Trek (deutsch: Raumschiff Enterprise) in Briefen an das Weiße Haus den damaligen US-Präsidenten Gerald Ford darum gebeten, den Orbiter nach dem Raumschiff aus dieser Serie zu taufen. Gleichzeitig hat der Name „Enterprise“ Tradition in der Benennung von US-Kriegsschiffen und steht für menschliches Vorwärtsstreben. Zur feierlichen Öffentlichkeitspremiere des Orbiters wurden Star-Trek-Erfinder Gene Roddenberry sowie die Darsteller der Fernsehserie eingeladen und die Titelmusik von Star Trek gespielt.

### Atmosphärische Flug- und Landetests
Am 31. Januar 1977 wurde die Enterprise von Palmdale über Land zum rund 60 Kilometer entfernten Dryden Flight Research Center (DFRC) auf der Edwards Air Force Base transportiert. Dort wurde sie in den nächsten neun Monaten verschiedenen Tests unterzogen, die unter der Bezeichnung Approach and Landing Tests (wörtlich: „Anflug- und Landetests“), kurz ALT, zusammengefasst wurden. Untersucht wurde nicht nur die Einsatztauglichkeit der Space Shuttles, sondern auch die Möglichkeit, sie huckepack auf dem Shuttle Carrier Aircraft (SCA), einer modifizierten Boeing 747, zu transportieren. Das ALT-Programm lässt sich in drei Phasen einteilen: Rolltests, gekoppelte Flüge und freie Flüge.
Die erste Testphase bestand aus drei Rollversuchen, sogenannte Taxi Tests, die alle am 15. Februar 1977 stattfanden. Als Taxiing bezeichnet man die Bewegung eines Luftfahrzeugs auf dem Boden aus eigener Kraft. Hier wurde zunächst das Verhalten des Huckepackgespanns aus Space Shuttle und SCA untersucht. Die Enterprise war auf den Rücken des SCA montiert und trug eine aerodynamische Triebwerksverkleidung, blieb aber ohne Besatzung und abgeschaltet. Das SCA beschleunigte das Gespann auf bis zu 253 km/h, ohne von der Startbahn abzuheben.
Die zweite Testphase begann drei Tage später, als das SCA erstmals mit der Enterprise abhob. Von Februar bis Juli 1977 absolvierte das Huckepackgespann insgesamt acht gekoppelte Flüge (Captive Tests). Bei allen war die Triebwerksverkleidung am Heck der Enterprise montiert. Die ersten fünf dieser Flüge sollten nur die Flugfähigkeit des Gespanns zeigen, sodass die Enterprise auch hier ausgeschaltet und unbemannt blieb. Die übrigen gekoppelten Flüge im Juni und Juli 1977 dienten außerdem der Vorbereitung der bevorstehenden Freiflüge. Eine Besatzung aus je zwei Astronauten war an Bord der Enterprise, um verschiedene Prozeduren zu erproben. Beispielsweise fuhr die Besatzung am Ende des letzten gekoppelten Flugs das Fahrwerk der Enterprise aus.
In der dritten Testphase unternahm die Enterprise insgesamt fünf Freiflugversuche (Free Flights). Das SCA brachte die Raumfähre in eine Höhe von zwischen 16.000 und 30.000 Fuß (etwa 4,8 bis 9,1 Kilometer), in der sie erstmals am 12. August 1977 vom SCA getrennt wurde, um danach selbständig einen Landeanflug und eine Landung zu bewerkstelligen. Die letzten beiden freien Flüge wurden ohne die aerodynamische Verkleidung durchgeführt, um einen Anflug einschließlich Landung so realistisch wie möglich zu simulieren. Das Space Shuttle war nach wie vor nicht mit einem eigenen Antriebssystem ausgestattet und wurde im Gleitflug gelandet, wie es auch später nach Weltraummissionen geschehen sollte. Die ersten vier Landungen fanden auf einem ausgetrockneten See statt, die letzte auf einer Landebahn der Edwards Air Force Base.
Die Approach and Landing Tests entsprachen weitestgehend den zuvor angenommenen Verläufen. Einige dabei aufgedeckte Probleme konnten umgehend behoben werden. Das Flugverhalten der Enterprise übertraf die Erwartungen sogar.

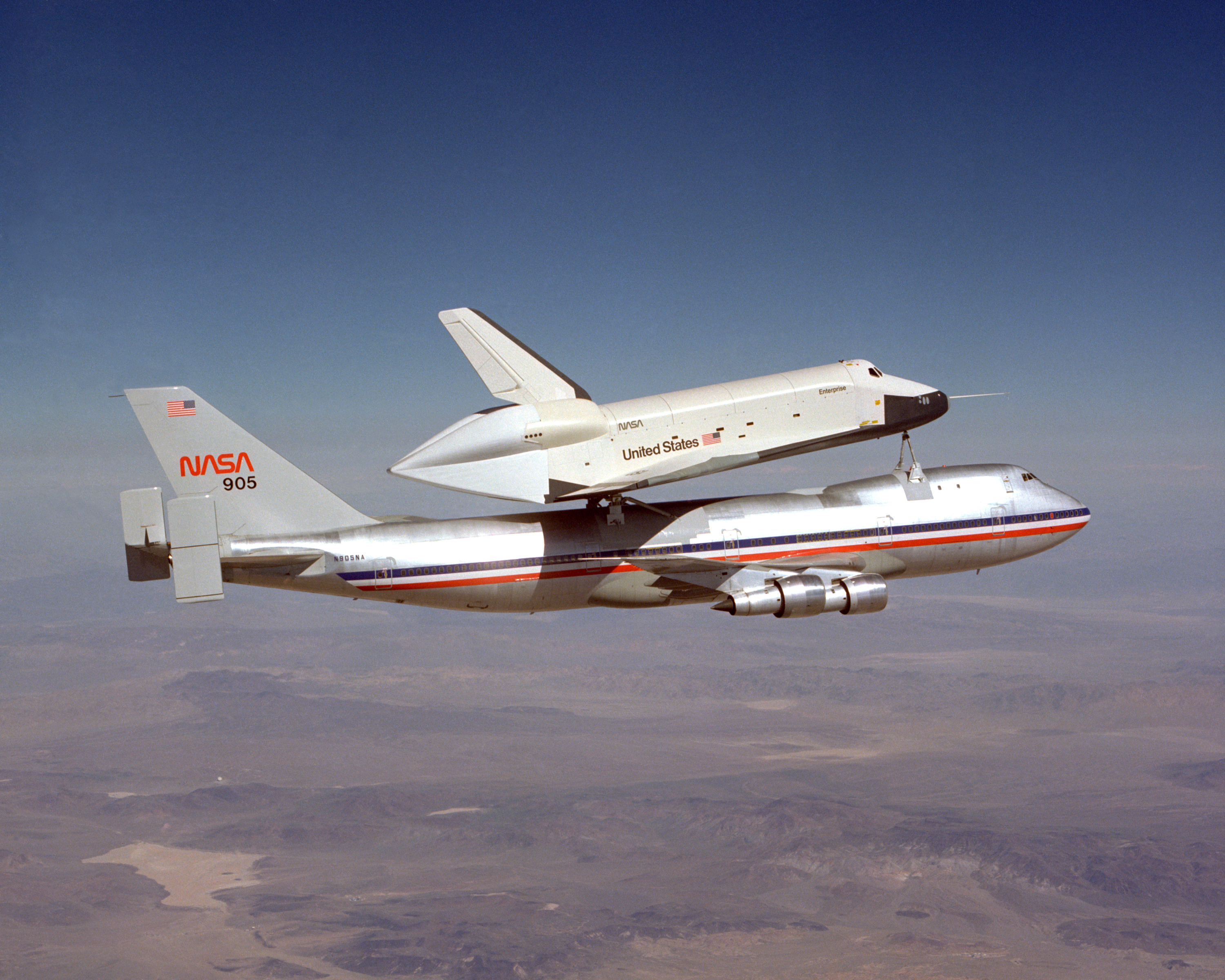
Gespann aus SCA und Enterprise beim ersten Flug
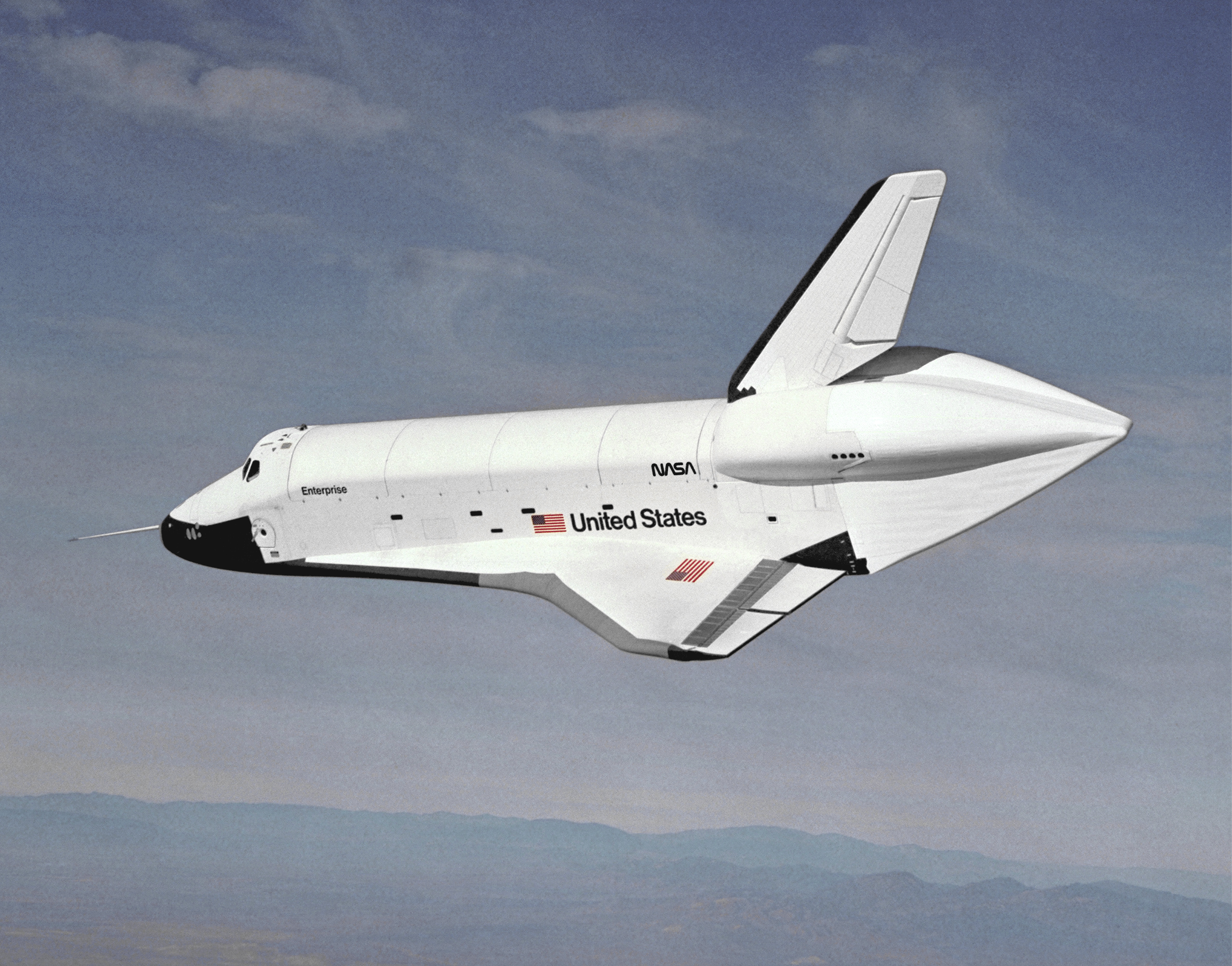
Die Enterprise beim zweiten freien Flug, noch mit Triebwerksverkleidung
- Die Enterprise koppelt sich im Flug vom SCA ab
- Landeanflug und Landung ohne Heckverkleidung

### Schwingungsprüfungen

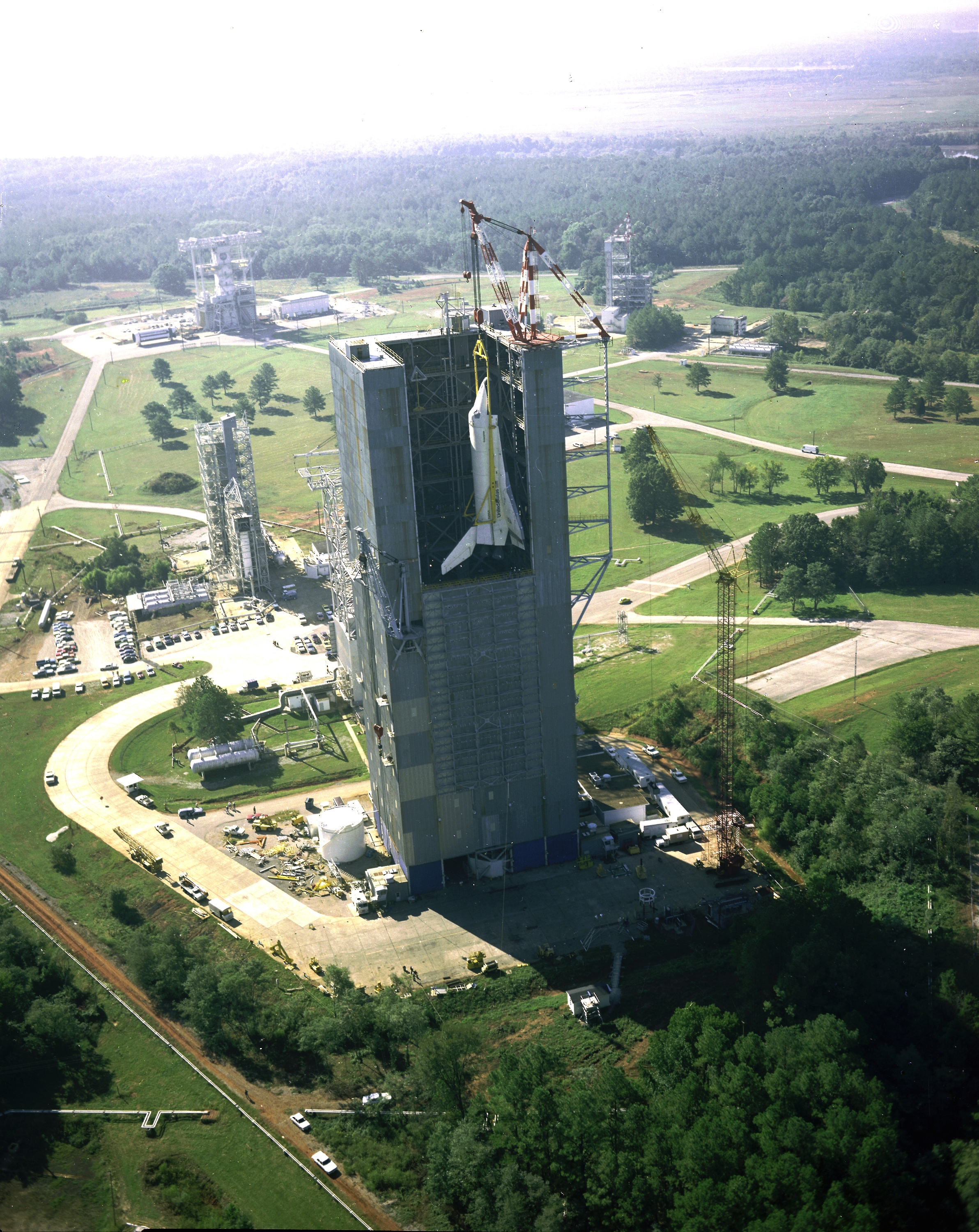
Die Enterprise wird für einen Vibrationstest in den Teststand gehievt

Nach Abschluss des ALT-Programms wurde die Enterprise zum Hangar der NASA auf dem DFRC zurückgebracht, wo sie für die nachfolgenden Schwingungsprüfungen präpariert wurde. Am 13. März 1978 transportierte das SCA den Orbiter zum Marshall Space Flight Center der NASA in Huntsville (Alabama). Dort wurde der Orbiter mit dem externen Tank und den Feststoffboostern verbunden. Zum ersten Mal waren alle drei Hauptkomponenten der Startkonfiguration eines Space Shuttles vereint. Die Kombination wurde einer Reihe von Erschütterungstests, sogenannten Vertical Ground Vibration Tests unterzogen, um die Stabilität der Verbindung und der einzelnen Elemente zu überprüfen und die Ergebnisse mit den theoretischen mathematischen Modellen zu vergleichen. Im März 1979 waren diese Tests abgeschlossen. Die Ergebnisse bestätigten im Wesentlichen Daten, die man aus Versuchen mit kleineren, maßstabsgetreuen Modellen errechnet hatte. Sie führten dennoch zu mehreren Änderungen am Design der Raumfähre, beispielsweise wurden die Feststoffbooster im vorderen Teil verstärkt. Die Ingenieure waren zuversichtlich, dass das Space Shuttle den Erschütterungen eines Fluges standhalten würde.

### Vorbereitungen für die erste Space-Shuttle-Mission

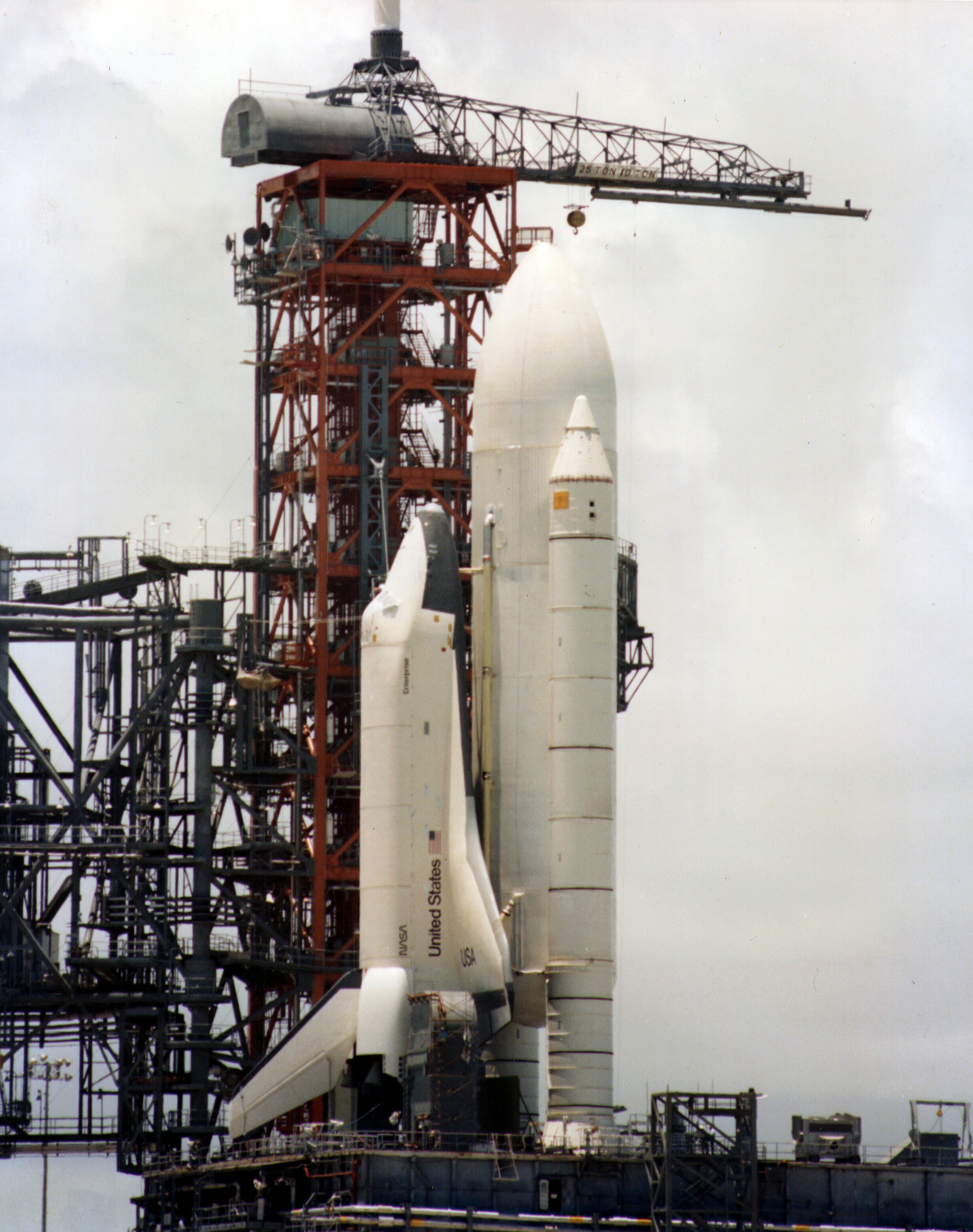
Die Enterprise auf Startrampe 39A des Kennedy Space Centers

Am 10. April 1979 wurde der Orbiter mittels des SCA zum Kennedy Space Center überführt. Hier waren die Vorbereitungen für die Mission STS-1, den ersten Weltraumflug eines Space Shuttles, bereits in vollem Gange. Das dafür vorgesehene Shuttle, die Columbia, war schon zweieinhalb Wochen zuvor eingetroffen und wurde auf seinen Jungfernflug vorbereitet. Sein Hitzeschild war noch unvollständig, außerdem fehlten die Haupt- und die OMS-Triebwerke sowie eine Vielzahl von Messwertgebern. Derweil wurde die Enterprise im Vehicle Assembly Building mit dem Außentank und den Feststoffboostern verbunden und am 1. Mai 1979 von dort zur Startrampe 39A gebracht. Diese stammte aus dem Apollo-Programm und war für die Space-Shuttle-Starts umgebaut worden. Mithilfe der Enterprise wurden die Anpassungen überprüft. Insbesondere wurde verifiziert, dass ein Space Shuttle mit Außentank und Boostern in die Startrampe passte und sich die Zugangs- und Wartungsebenen an den richtigen Stellen befanden. Während einer knapp drei Monate dauernden Generalprobe wurden außerdem verschiedene Prozeduren geübt, beispielsweise das Betanken.

### Öffentlichkeitsarbeit und Außerdienststellung

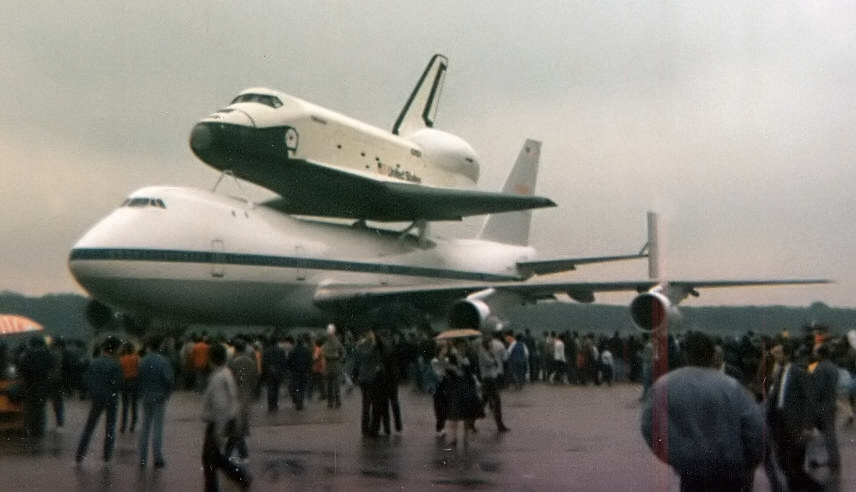
Gespann aus SCA und Enterprise auf dem Flughafen Köln/Bonn im Mai 1983

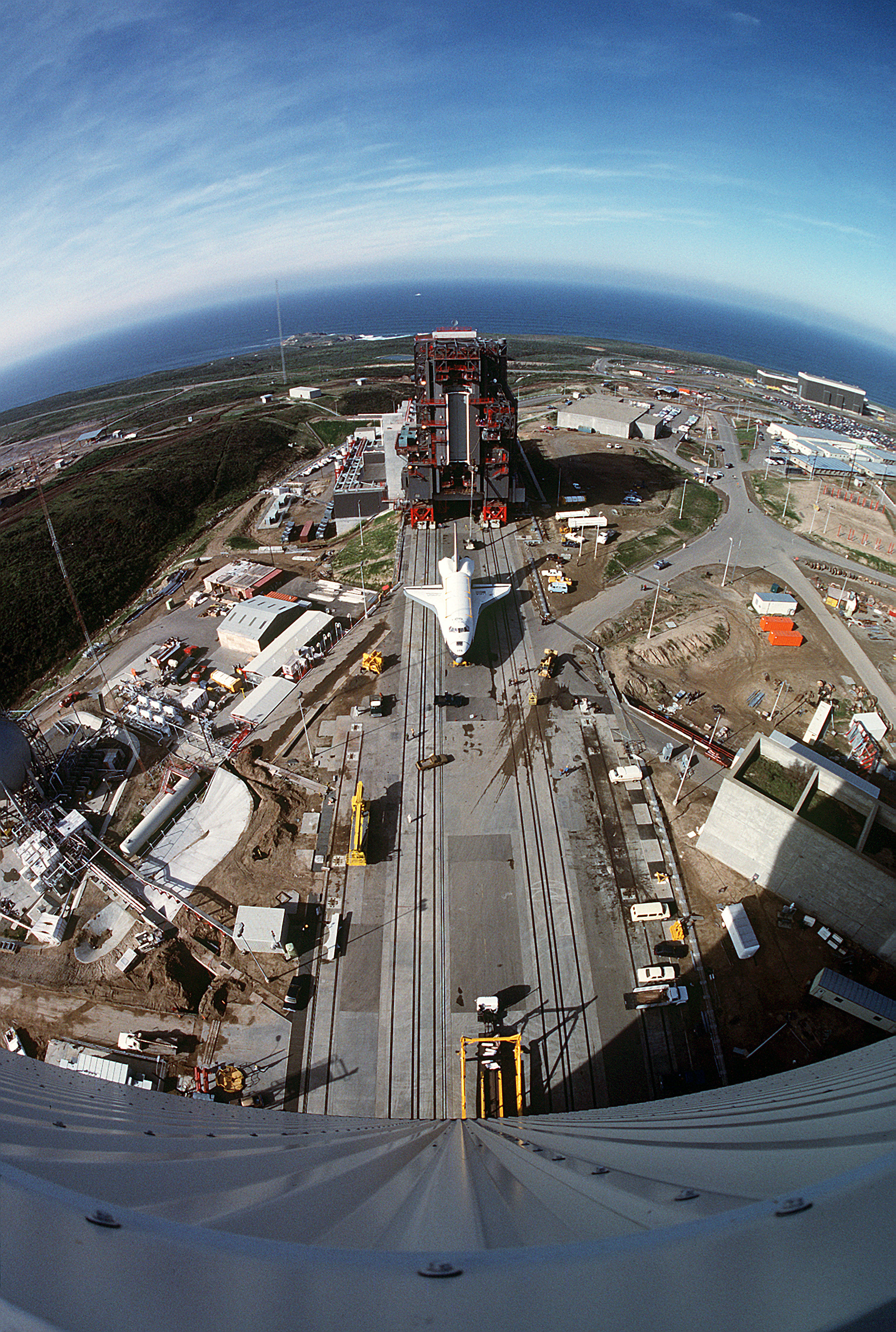
Die Enterprise auf dem Vandenberg AFB Space Launch Complex 6 im Februar 1985

Am 16. August 1979 flog die Enterprise huckepack auf dem SCA zurück zum DFRC, von wo sie wiederum über Land zur Fertigungsanlage von Rockwell in Palmdale transportiert wurde. Dort wurden verschiedene Bauteile aus dem Orbiter demontiert und so aufbereitet, dass sie in anderen Space Shuttles verbaut werden konnten. Danach wurde die Enterprise am 6. September 1981 abermals ins DFRC zurückgebracht.
Inzwischen hatte die Columbia im April 1981 als erstes Space Shuttle einen Weltraumflug unternommen. Zwar war ursprünglich geplant gewesen, die Enterprise nach ihren Testeinsätzen mit den gleichen Systemen wie die Columbia auszustatten. Der Einbau von Triebwerken, Hitzeschild und anderen Komponenten hätte die Fähre für Weltraumflüge tauglich gemacht, und sie wäre nach der Columbia das zweite Space Shuttle im Weltraum geworden. Weil jedoch die Konstruktion der Space Shuttles während des Baus der Columbia geändert wurde, um Gewicht zu sparen, wurde dieser Plan verworfen. Um die Enterprise an den Rest der Shuttle-Flotte anzupassen, wären zahlreiche Änderungen notwendig geworden, weshalb sich die NASA letzten Endes aufgrund der hohen Kosten gegen einen solchen Umbau entschied.
Im Mai und Juni des Jahres 1983 wurde die Enterprise in verschiedenen Ländern ausgestellt. In Frankreich war sie auf der Pariser Luftfahrtschau zu sehen, in Deutschland auf dem Flughafen Köln/Bonn, außerdem in Italien, England und Kanada. 1984 war sie als Exponat auf der Weltausstellung in New Orleans zu besichtigen.
Danach hatte das Space Shuttle seinen letzten offiziellen Einsatz: Von der Weltausstellung wurde die Raumfähre im November 1984 zur kalifornischen Vandenberg Air Force Base verbracht. Auf der Luftwaffenbasis war die Startrampe SLC-6 für Space Shuttles umgebaut worden, und die Enterprise sollte wie bereits auf dem Kennedy Space Center unter Beweis stellen, dass die Modifikationen gelungen waren. Sie wurde zusammen mit Außentank und Boostern auf die Rampe gestellt und für mehrere Ablaufproben verwendet. Nach den erfolgreichen Tests transportierte das SCA die Enterprise am 24. Mai 1985 zurück ins DFRC. Das Projekt wurde allerdings nach der Challenger-Katastrophe aufgegeben, sodass kein anderes Space Shuttle je auf dieser Startrampe stand.
Am 18. November 1985 wurde die Enterprise vom DFRC nach Washington, D.C. transportiert, der Smithsonian Institution gestiftet und damit endgültig offiziell außer Dienst gestellt.

### Nach demChallenger-Unglück
Am 28. Januar 1986 zerbrach das Space Shuttle Challenger 73 Sekunden nach dem Start in rund 15 Kilometern Höhe. Bei dem Unfall kamen alle sieben Besatzungsmitglieder ums Leben, die Challenger-Katastrophe war zu diesem Zeitpunkt die größte Katastrophe der Raumfahrtgeschichte.
Die NASA prüfte daraufhin verschiedene Optionen zur Erweiterung der nun nur noch aus drei Orbitern bestehenden Space-Shuttle-Flotte. Unter anderem wurde erneut überlegt, die Enterprise als Ersatz für die Challenger einzusetzen. Sie mit allen notwendigen Geräten für den Einsatz im Weltraum nachzurüsten war jedoch zu kostenaufwendig. Die Entscheidung fiel zugunsten eines günstigeren Neubaus aus Ersatzteilen, die bei der Produktion der Space Shuttles Discovery und Atlantis angefertigt worden waren. Die neue Fähre erhielt den Namen Endeavour.

### Nach demColumbia-Unglück
Kurz vor Ende der Mission STS-107 brach am 1. Februar 2003 das Space Shuttle Columbia im Sinkflug über Texas auseinander. Alle sieben Besatzungsmitglieder wurden getötet. Untersuchungen des Absturzes ergaben, dass eine Beschädigung des Hitzeschilds die wahrscheinlichste Ursache war. Ein Stück der Schaumstoffisolierung des Außentanks war beim Start abgebrochen und hatte die linke Tragfläche getroffen. Um die Auswirkungen eines solchen Treffers zu zeigen, wurde der Aufschlag des Schaumstoffteils nachgestellt. Für die Versuche wurden unter anderem Teile von der Vorderkante eines Flügels der Enterprise demontiert und im Labor mit Schaumstoff von der Außentankisolierung beschossen. Die Tests bestätigten, dass ein solcher Treffer den Hitzeschild durchbrechen und so zur Zerstörung des Shuttles beim Wiedereintritt führen konnte.

### Museumsexponat
Nachdem das Smithsonian die Enterprise 1985 erhalten hatte, lagerte es die Fähre zunächst der Öffentlichkeit nicht zugänglich in einem Hangar auf dem Washington Dulles International Airport und stellte sie später in dem 2003 fertiggestellten Steven F. Udvar-Hazy Center des National Air and Space Museums aus. Dort war sie für mehrere Jahre das zentrale Ausstellungsstück.
Mit dem Ende des Space-Shuttle-Programmes verteilte die NASA die Flotte als Exponate an verschiedene Museen in den USA. Das National Air and Space Museum bekam mit der Discovery das dienstälteste und am weitesten gereiste Shuttle zugesprochen. Im Gegenzug gab sie die Enterprise an ein anderes Museum weiter. Am 11. Dezember 2011 wurde der Prototyp an das New Yorker Intrepid Sea, Air & Space Museum verkauft. Am 17. April 2012 traf die Discovery per SCA in Washington ein, zwei Tage später löste sie die Enterprise dort im Rahmen einer Zeremonie außerhalb des Museums ab. Nachdem Untersuchungen bereits Anfang 2010 ergeben hatten, dass ein Transport der Enterprise auch nach der langen Standzeit noch immer sicher sei, wurde das Shuttle am 27. April 2012 per SCA zum New Yorker JFK Airport geflogen, dort am 3. Juni auf einen Lastkahn verladen, mit dem es drei Tage später im Intrepid Sea, Air & Space Museum ankam. Ihren Standplatz erhielt die Enterprise dort auf dem ehemaligen Flugzeugträger Intrepid. Während des Transports wurde die Enterprise an einer Flügelspitze leicht beschädigt, als sie an einem Brückenpfeiler anstieß. Seit dem 30. August 2012 ist sie als Exponat der Öffentlichkeit zugänglich.

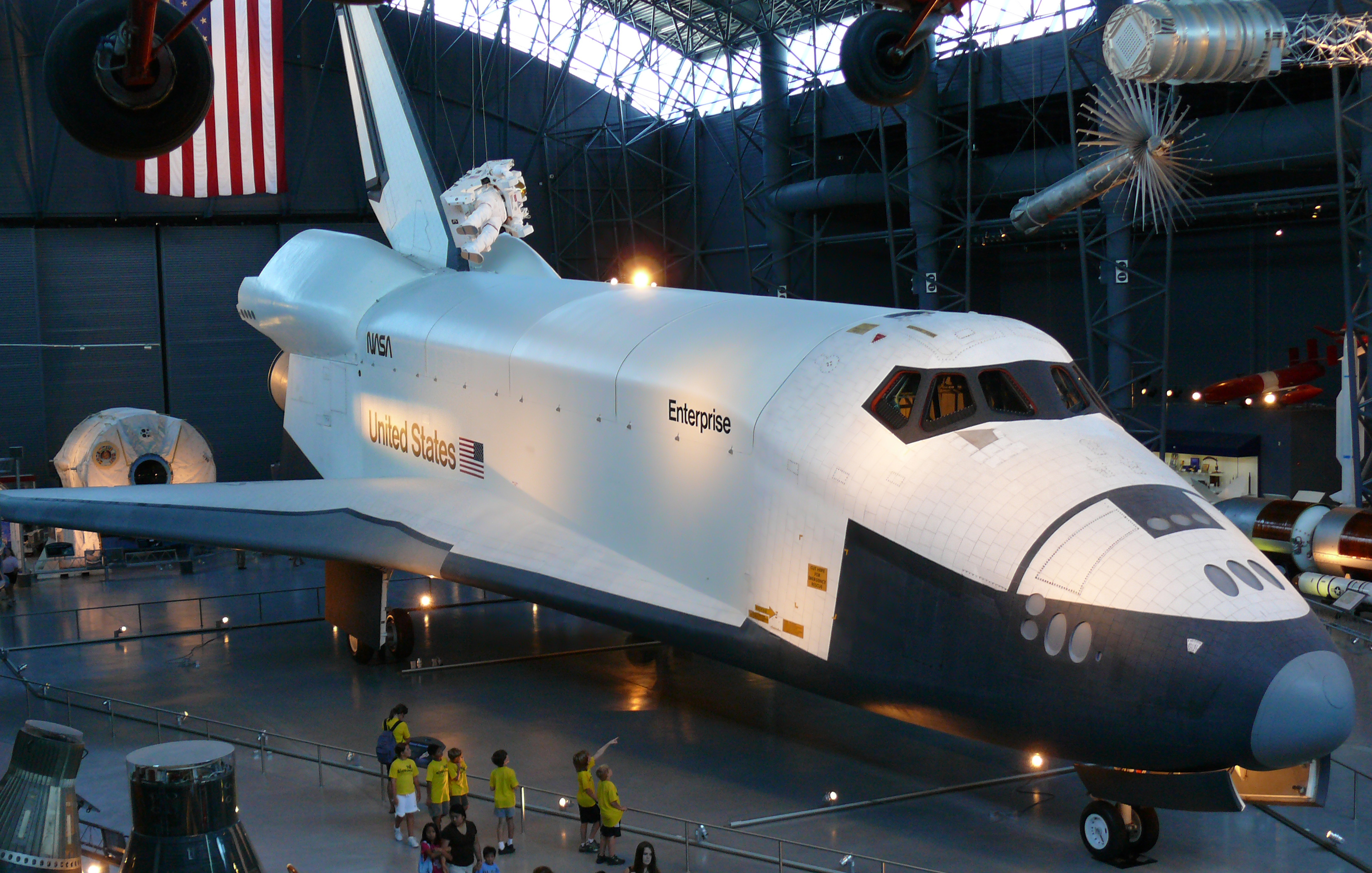
Die Enterprise als Ausstellungsstück im Steven F. Udvar-Hazy Center des National Air and Space Museums
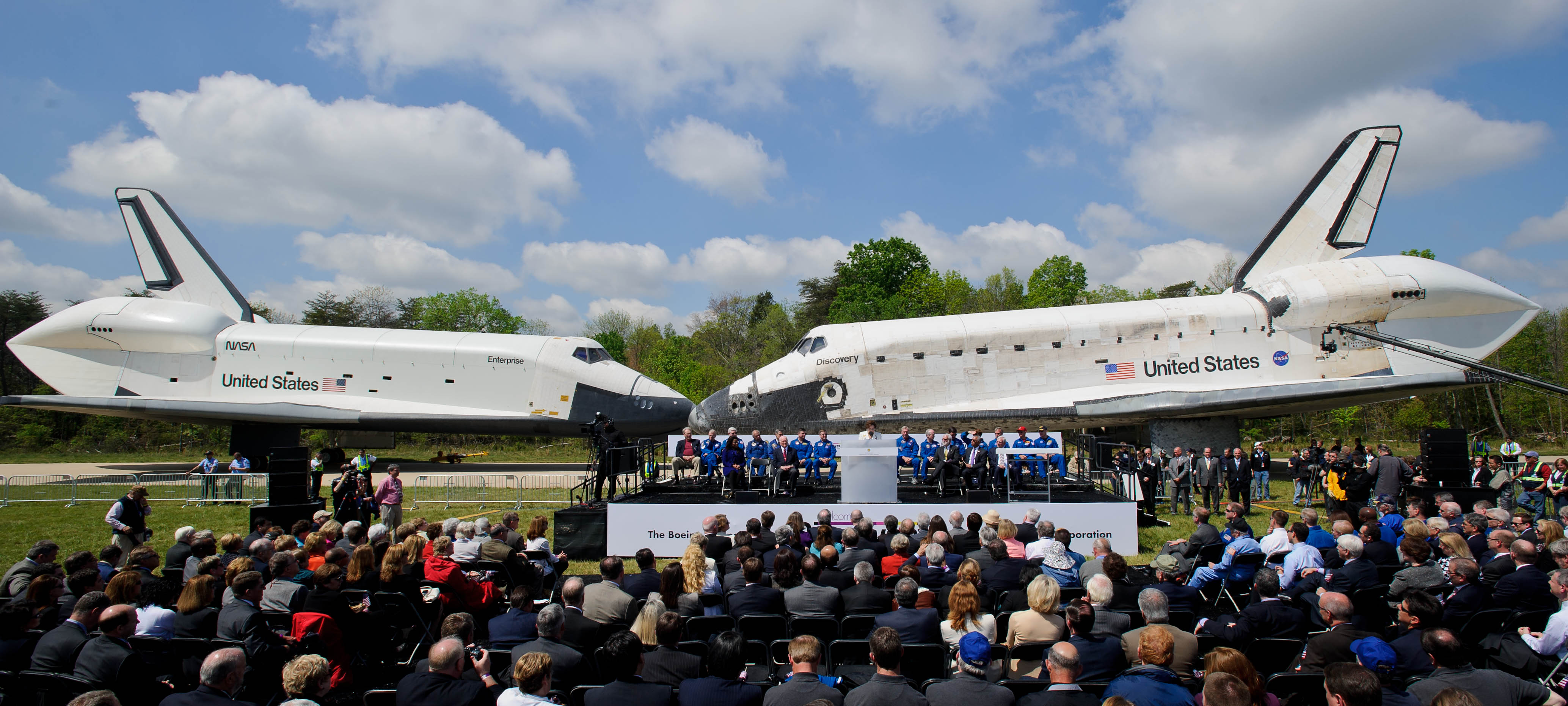
Feierlicher Wechsel im April 2012: Die Discovery (rechts) löst die Enterprise als Ausstellungsstück im Steven F. Udvar-Hazy Center ab
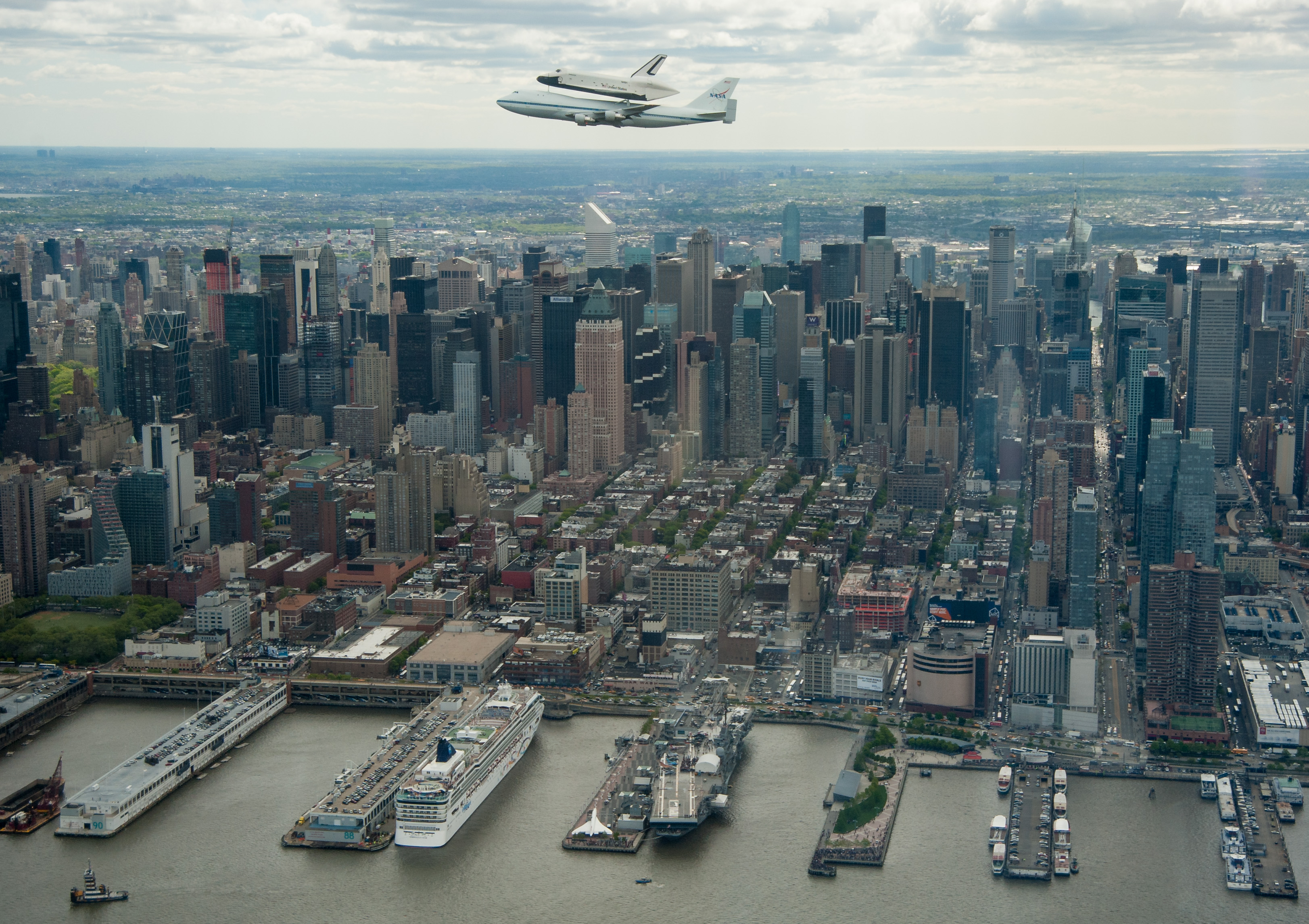
Das SCA bringt die Enterprise im April 2012 nach New York. Hier überfliegt das Gespann das Intrepid Sea-Air-Space Museum, wo der Orbiter nun ausgestellt wird.
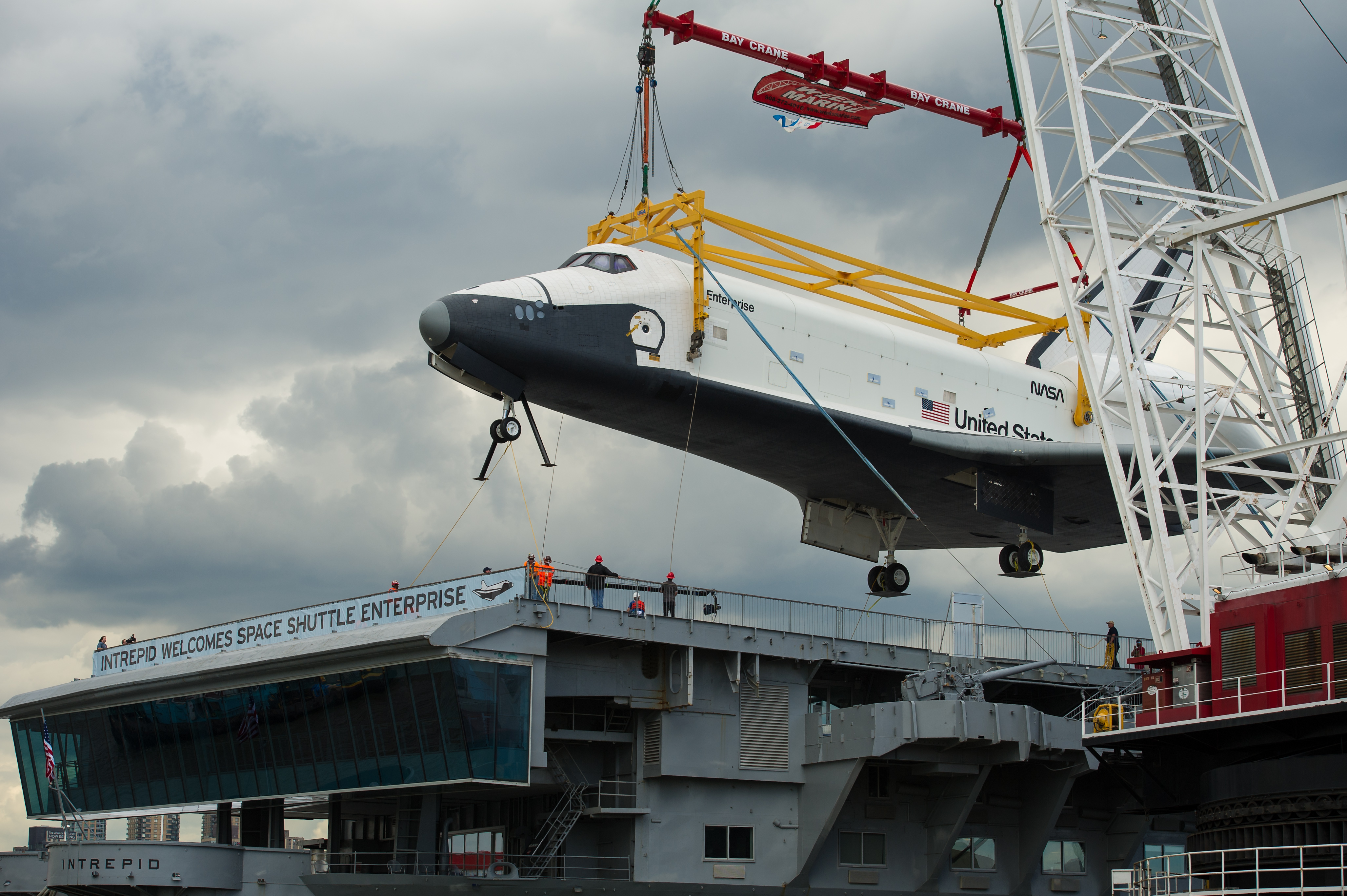
Im Juni 2012 erreicht die Enterprise das Intrepid Sea-Air-Space Museum

## Bauliche Besonderheiten
Als Prototyp vorerst nicht für den Weltraumflug ausgerüstet, fehlten der Enterprise von Anfang an wichtige Komponenten. Außerdem zogen die Erfahrungen, die man bei ihrem Bau und den mit ihr durchgeführten Tests gewonnen hatte, eine abweichende Konstruktion der späteren Orbiter nach sich. Die Enterprise unterscheidet sich daher in einigen markanten Punkten von ihren Nachfolgern.
Zunächst verfügt sie nicht über ein Antriebssystem. Ihre Haupt- und Hilfstriebwerke sind nur Attrappen. Die zugehörigen Treibstofftanks und -leitungen fehlen. Das Cockpit und die Mannschaftsräume sind im Vergleich mit den weltraumtauglichen Orbitern nur mit wenigen Anzeigen und Kontrollinstrumenten ausgestattet. Navigationssysteme wie etwa Sternsensoren oder Head-up-Displays sind ebenso wenig vorhanden wie Anzeigen für den Außentank und die Feststoffbooster. Die Enterprise hat weder über den Köpfen der Piloten noch im Flugdeck achtern Fenster, eine Luftschleuse ist auch nicht installiert. Die Mannschaftsräume sind nicht für einen längeren Aufenthalt von Astronauten ausgestattet; beispielsweise ist keine Kombüse eingebaut. Die interne Stromversorgung basierte auf Batterien anstelle der späteren Brennstoffzellen und konnte nicht die für einen Weltraumflug notwendige Energie erzeugen. Die Ladebucht hat keine Halterungen für Nutzlast. Die Ladebuchttüren haben weder einen Mechanismus zum Öffnen noch die Radiatoren auf der Innenseite, die ein Überhitzen der Shuttles im Weltraum verhindern. Anstelle von Hitzeschutzkacheln hat der Prototyp Kacheln aus Polyurethan und glasfaserverstärktem Kunststoff, die einem Wiedereintritt in die Erdatmosphäre nicht standgehalten hätten. Das Fahrwerk wurde mit Sprengbolzen ausgefahren. Die hydraulischen Mechanismen der späteren Orbiter fehlen ebenso wie ein manuelles Reservesystem. Die Enterprise hebt sich jedoch nicht nur durch die vielen Komponenten ab, die bei ihrem Bau eingespart wurden, weil sie erst für Weltraumflüge notwendig geworden wären. Sie ist auch mit zusätzlichen Systemen ausgestattet, mit denen der Prototyp Daten sammeln konnte. So trägt sie an ihrer Nase ein Pitotrohr zur Messung von Luftströmungen. Die anderen Space Shuttles müssen auf dieses Messinstrument verzichten, da ihre Nasen mit einem Hitzeschutz verkleidet sind.
Vornehmlich die Schwingungsprüfungen, denen die Enterprise im März 1978 unterzogen worden war, hatten eine Reihe von zusätzlichen Änderungen am Design der später gebauten Orbiter zur Folge. So verlangten die neuen Spezifikationen ein geringeres Gewicht. Flügel und Rumpf sollten stabiler werden. Verschiedene Bauteile aus Aluminium wurden außerdem bei den nachfolgenden Orbitern durch Titanteile ersetzt, um Gewicht einzusparen. Aus den gleichen Gründen verzichtete man beim Bau der späteren Shuttles auch auf die Schleudersitze, mit denen die Enterprise noch ausgerüstet worden war. Die von Lockheed hergestellten Sitze hätten die beiden Piloten im Notfall durch zwei Aluminiumpaneele in der Decke des Shuttles ins Freie katapultieren können. Lediglich die Columbia hatte anfangs ebenfalls Schleudersitze; diese wurden zunächst deaktiviert und später ausgebaut.
Wäre ein Nachrüsten der für die Erprobungsphase eingesparten Systeme noch relativ kostengünstig möglich gewesen, hätten die konzeptionellen Änderungen umfangreiche und somit teure Anpassungen notwendig gemacht; die Enterprise flog daher niemals in den Weltraum.